# De fattiga och de rika
De fattiga och de rika (originaltitel: Rich Man, Poor Man) är en amerikansk TV-serie som för första gången visades i sex avsnitt i USA på TV-kanalen ABC vintern 1976 och som bygger på Irwin Shaws roman med samma namn (även om man hade ändrat en hel del av bokens handling). I Sverige visades serien första gången 1977 uppdelad i tolv episoder.
Serien skildrar familjen Jordaches liv från andra världskrigets slut 1945 och drygt 20 år framåt. Familjens överhuvud, den egensinnige bagaren Axel Jordache (Ed Asner), arbetar för att hans båda söner Rudy (Peter Strauss) och Tom (Nick Nolte) ska få det bättre än han själv.
När TV-bolaget skulle göra en fortsättning hade man inte tid att vänta på att Irwin Shaw blev klar med sin andra bok (som senare publicerades som Tiggare och tjuv (Beggarman, Thief), utan man skrev ihop en fristående handling för den 21 avsnitt långa uppföljaren som i original hette Rich Man, Poor Man – Book II.

## Rollista
- Peter Strauss – Rudy Jordache
- Nick Nolte – Tom Jordache
- Susan Blakely – Julie Prescott
- Ed Asner – Axel Jordache
- Dorothy McGuire – Mary Jordache
- Robert Reed – Teddy Boylan
- Gloria Grahame – Sue Prescott
- Kim Darby – Virginia Calderwood
- Bill Bixby – Willie Abbott
- Fionnula Flanagan – Clothilde
- Tim McIntire – Brad Knight
- Ray Milland – Duncan Calderwood
- Lawrence Pressman – Bill Denton
- Talia Shire – Teresa Santoro
- Craig Stevens – Asher Berg
- Norman Fell – Smitty
- Lynda Day George – Linda Quales
- George Maharis – Joey Quales
- Murray Hamilton – Sid Gossett
- Van Johnson – Marsh Goodwin
- Dorothy Malone – Irene Goodwin
- Andrew Duggan – Col. Deiner
- Herbert Jefferson Jnr. – Roy Dwyer
- Kay Lenz – Kate
- Leigh McCloskey – Billy Abbott
- Gavan O'Herlihy – Phil McGee
- Josette Banzet – Miss Lenaut
- William Smith – Anthony Falconetti
- Dick Sargent – Eddie Heath
- Dennis Dugan – Claude Tinker
- Michael Morgan – Wesley Jordache